# Хульмское ханство
Хульмянское ханство (узб. Xulum xonligi, Хулум хонлиги) — узбекское государство,  существовавшее в Северном Афганистане в XVIII—XIX веках. 
В середине 1840 года англичане, с целью повлиять на узбекских владетелей Афганского Туркестана, выдвинули небольшой отряд к северу от Бамиана, к Байгаку. Афганский эмир Дост-Мухаммед, воспользовавшись этим обстоятельством, уговаривает хульмского хана напасть на Байгак. 30 августа производится нападение на британский пост. Дост-Мухаммед с узбекским отрядом преследует англичан, но 18 сентября будет разбита туземными частями генерала Денни. Потеряв надежду на содействие узбеков, Дост-Мухаммед уйдет в Кугистан (провинция к северу от Кабула).
В середины XVIII века Ахмадшах Дурани разрушает Хульм и основывает неподалеку город Ташкурган. После объединения Афганистана под властью кабульских правителей значение Ташкургана падает. Политическим центром Северного Афганистана становится Мазари-Шариф.
В 1878 году полковник Гродеков при поездке в Афганистан упоминал о Хульмянском ханстве:

Н. И. Гродеков. 1883.
Кундур и Хулум покорены 30 лет тому назад.

Е. К. Мейендорф путешествовавший в Бухару упоминает о Хульме:

На пути из Балха в Кабул первую остановку обычно делают у могилы шаха Мердана, где находится небольшая горка. Второй день уходит на то, чтобы добраться до независимого города Хульма. Когда он принадлежал афганцам, они взимали, так же как в Балхе и Бамиане, по два с половиной процента стоимости товаров, принадлежащих проходившим караванам.
Килич-Али, хульмский хан, с тех пор как освободился из-под владычества афганского шаха, не налагает никаких пошлин на караваны. Мусульманский закон запрещает любому государю, который не в состоянии содержать 12 000 вооруженных людей, взимать иную подать, кроме зя-кета и ушра 44, и, следовательно, требовать плату с проезжающих.
Сын Килич-Али, менее религиозный, чем его отец, умерший три года назад, восстановил налог на караваны.